# 莊進才
莊進才（1935年—2021年7月3日），宜蘭冬山人，台灣戲曲樂師，漢陽北管劇團（漢陽歌劇團）創辦人、團長。國家文藝獎、宜蘭文化獎、全球中華文化藝術薪傳獎、民族藝術薪傳獎得主。

## 生平
1935年出生於宜蘭縣冬山鄉，從小隨著父親莊木土在北管劇團裡跑龍套，13歲起正式加入劇團，「吹」、「彈」、「拉」、「打」樣樣精通，被讚譽為「八隻交椅坐透透」。
1988年在羅東創辦漢陽北管劇團，兼演北管戲和歌仔戲。2008年，漢陽北管劇團被台灣行政院文化建設委員會指定為重要傳統藝術北管戲曲類保存團體。
曾獲聘為國立臺北藝術大學傳統音樂系及研究所兼任教授。
2021年7月3日逝世，獲褒揚令。

## 獲獎
- 1994年，教育部「民族藝術薪傳獎」
- 2000年，「第八屆全球中華文化藝術薪傳獎」之「民俗音樂獎」[4]
- 2011年，「宜蘭文化獎」
- 2016年，「國家文藝獎」[10][5][8]

## 外部連結
- 臺灣音樂群像 莊進才 （页面存档备份，存于）
- 漢陽北管劇團的Facebook專頁